# Pakrac durante la Segunda Guerra Mundial
Con la invasión del Eje de abril de 1941  y la caída del Reino de Yugoslavia, se originó una prolongada lucha. En Pakrac y sus alrededores fue particularmente violenta.
Los bandos enfrentados fueron, por un lado las tropas Ustaša y Guardia Nacional Croata (luego integrados en el Ejército Croata) con apoyo alemán. Los mismos respondían el estado títere conocido como Estado Independiente de Croacia (NDH), liderado por Ante Pavelić. Su objetivo era crear una Croacia independiente del resto de Yugoslavia integrando también a Bosnia. 
El otro bando, liderado desde el comienzo por Josip Broz (alias Tito) era el Partido Comunista Yugoslavo, que disponía de sus partisanos. Su lucha tenía dos objetivos: mantener una Yugoslavia unida y, luego de una guerra de liberación, crear un estado comunista.

## Contexto sociopolítico
La lucha tuvo un condimento mayor a su inicio: las tensiones interétnicas entre croatas y serbios que se habían manifestado entonces en gran parte del territorio yugoslavo. A través de la filiación religiosa censada en el año 1931, se puede ver la distribución de las nacionalidades. Para ello se debe tener en cuenta que los serbios son y eran mayormente cristianos ortodoxos mientras que los croatas eran católicos:
|                  | Total | Cristianos ortodoxos serbios | Católicos | Evangélicos | Otros cristianos | Musulmanes | Otros, sin confesiones, desconocidos |
| ---------------- | ----- | ---------------------------- | --------- | ----------- | ---------------- | ---------- | ------------------------------------ |
| Pakrac (Condado) | 40051 | 20915                        | 17742     | 994         | 180              | 29         | 191                                  |
| Distritos        |       |                              |           |             |                  |            |                                      |
| Badljevina       | 5516  | 1040                         | 4170      | 263         | 37               | 0          | 6                                    |
| Buč              | 6778  | 6552                         | 322       | 0           | 0                | 2          | 3                                    |
| Dragović         | 5761  | 4004                         | 1739      | 0           | 18               | 0          | 0                                    |
| Čaglić           | 5408  | 4530                         | 795       | 2           | 63               | 13         | 5                                    |
| Lipik            | 4641  | 1473                         | 3001      | 110         | 9                | 1          | 47                                   |
| Pakrac           | 3642  | 1001                         | 2414      | 58          | 14               | 13         | 108                                  |
| Kukunjevac       | 3154  | 2031                         | 1101      | 9           | 4                | 0          | 9                                    |
| Gaj              | 2175  | 353                          | 1587      | 227         | 2                | 0          | 6                                    |
| Antunovac        | 2088  | 1758                         | 21        | 269         | 33               | 0          | 7                                    |
| Poljana          | 888   | 11                           | 821       | 56          | 0                | 0          | 0                                    |

En Pakrac, antes de la guerra, este partido comunista era pequeño y se encontraba proscrito por las autoridades del Reino de Yugoslavia. El comité local, inaugurado en 1938, estaba compuesto por cinco miembros (no contabiliza simpatizantes ni aprendices). A ello se le sumaban comités locales de los distritos de áreas. En 1940 existían 8 células partidarias con 40 miembros en total (20 croatas, 17 serbios, 2 checos, y 1 italiano). Las células se encontraban en Pakrac, Kukunjevac, Bujavica, Brezine, Bijela Stijene, Lipik, Brusnik y Popovac. Varios aprendices se encontraban en una escuela de capacitación que funcionaba en Pakrac. A partir de la ocupación por tropas de Eje en abril de 1941, las células incrementarán sus miembros siendo mayor el reclutamiento a partir de la invasión alemana a la Unión de Repúblicas Socialistas Soviéticas en junio de ese año.
Con la fundación del Estado Nacional Croata (NDH), los serbios, cuya comunidad tenía gran presencia en la zona, temieron por su seguridad. No había muchos miembros Ustaša activos en Pakrac (su número no excedía a los 30). En las aldeas croatas tampoco había un número importantes de estas milicias, con excepción de Španovica y, en menor medida, la aldea de Dragović.

## Invasión del Eje
La invasión del Eje (Alemania, Italia, Hungría y Bulgaria) al Reino de Yugoslavia de abril de 1941 fue veloz, impidiendo la movilización de tropas en gran medida. La defensa principal en el área se realizó en Virovitica pero fue fácilmente sobrepasada. Pakrac no se encontró dentro del eje de invasión.
La región quedó integrada al nuevo estado croata o Estado Independiente de Croacia (NDH, del croata Nezavisna Država Hrvatska), bajo la administración del condado de Livac – Zapolje, que incluía a Nova Gradiška, Daruvar, Novska, Pakrac, Slavonska Požega y Našice,
En 1942, en la localidad de Pakrac, se establecen tropas Ustaša. Inicialmente, Eslavonia Occidental pasó a estar controlada por IIda rama activa que constaba de ocho batallones activos, entre ellos el cuarto en Orahova (en Bosnia, cerca de Jasenovac), el 12.º en Pakrac y 15.º en Osijek. Debido a operaciones de guerra y ciertos redespliegues, posteriormente las ubicaciones cambiaron constantemente.
En junio de 1943, Hrvatsko domobranstvo (Guardia Nacional Croata) poseía en la zona la 4.º Regimiento de Montaña con: 4.º Batallón, Artillería y Comando en Pakrac; 1.er Batallón en Lipik, 2.º Batallón en Daruvar con una compañía en Sirač; 3.er batallón en Grubišino Polje (una compañía en Sirač y otra en Badljevina).

## Inicio del levantamiento.
Al poco tiempo de haberse iniciado la ocupación alemana y constituirse las autoridades Ustaša en Pakrac, comenzó la insurrección armada, liderada por el Partido Comunista Yugoslavo.
El 2 de junio de 1942 se realiza la primera reunión de los integrantes de partido en Kusonje. En ella se determina la preparación del levantamiento armado contra los invasores y aquellos que los apoyaban. Se debería iniciar con acciones de propaganda, incrementar el reclutamiento y obtener armamento.
En la segunda mitad de 1941, Ustaša enviaron a campos de concentración a 300 personas de Pakrac, 70 de Bučje y 6 de Caglić. La destrucción masiva de aldeas serbias se realizó a inicios de 1942
Con la invasión a la URSS, la actividad partisana aumentará. En julio se decide cortar todas las líneas externas a la ciudad.
La primera acción armada en la zona tuvo lugar en las alturas Psunj en la noche del 16 de octubre de 1941. Consistió en un ataque al edificio municipal de Rajić por parte de una partida de seis partisanos. Capturan armamento y destruyen documentación.
El 10 de noviembre, otra partida ataca la municipalidad de Bučje. Otros combates tendrán lugar en los alrededores de Psunji contra tropas Ustaša .
Un consejo militar llevado a cabo en Brusnik el 25 de diciembre de 1941 determinó la formación del 1.er Batallón Partisano de Eslavonia. Su primer comandante fue Ćiro Dropuljić, un antiguo combatiente de la Guerra Civil Española. El batallón tenía tres compañías y 270 combatientes.
|                                                                                   | Fecha de Formación       | Lugar de Formación                                     | Efectivos                                                              | División que la brigada integró (a partir de)                                                                    |
| --------------------------------------------------------------------------------- | ------------------------ | ------------------------------------------------------ | ---------------------------------------------------------------------- | --- |
| 12da Brigada Proletaria de Eslavonia (inicialmente como 1.ª Brigada de Eslavonia) | 11 de octubre de 1942    | Budići (próximo a Bučje, municipalidad de Pakrac)      | 959 el 11 de octubre de 1942. 1810 el 1 de diciembre de 1944.          | 4.ª (12) División (3 de abril de 1943). 11.ª División (16 de mayo de 1944). 12.ª División (abril de 1945).       |
| 16.ª Brigada de Choque "Jože Vlahović"                                            | 29 de diciembre de 1942  | Gornji Borki (Daruvar)                                 | 760 en diciembre de 1942. 1686 el 26 de diciembre de 1942.             | 4.ª (12) División (enero de 1943). 34.ª División (1 de enero de 1944). 40.ª División (15 de julio de 1944).      |
| 17.ª Brigada de Eslavonia                                                         | 30 de diciembre de 1942  | Voćin                                                  | Aprox 600 en diciembre de 1942.                                        | 4.ª (12) División (30 de diciembre de 1942). 10.ª (28) División (17 de marzo de 1943).                           |
| 18.ª Brigada de Eslavonia                                                         | 11 de febrero de 1943    | Mijači (Pakrac)                                        | 450 / 750 en abril de 1943. 2009 en diciembre de 1944.                 | 4.ª (12) División marzo de 1943). 40.ª División (28 de julio de 1944).                                           |
| 21.ª Brigada de Eslavonia                                                         | 17 de mayo de 1943       | Orljavac próximo Slavonska Požega / Slatinski Drenovac | Aprox 500 el 17 de mayo de 1943.                                       | 10.ª (28) División (17 de mayo de 1943).                                                                         |
| 25ta Brigada Brod                                                                 | 29 de septiembre de 1943 | Orahovica                                              | s.d.                                                                   | 12.ª División (13 de septiembre de 1943). 28.ª División (4 de febrero de 1944). 12.ª División (octubre de 1944). |
| 1.ª Brigada Checoslovaca (partisana) "Jan Žiška"                                  | 26 de octubre de 1943    | Bučje (Pakrac)                                         | Aprox. 590 el 3 de noviembre de 1943. 1151 a fin de noviembre de 1944. | 12.ª División (3 de noviembre de 1943). 6.º Cuerpo (febrero de 1944) 12.ª División (junio de 1944).              |
| Brigada "Matija Gubec"                                                            | 12 de diciembre de 1943  | Lipovčani                                              | Aprox. 650 el 12 de diciembre de 1943.                                 | 32da División (desde su creación).                                                                               |
| Brigada Osjek                                                                     | 1 de marzo de 1944       | Slobodna Vlast (norte de Slavonski Brod)               | Aprox 600 el 1 de marzo de 1944.                                       | 12da División (1 de marzo de 1944). 51ra División (febrero de 1945).                                             |
| Brigada Virovitica                                                                | 27 de agosto de 1944     | Vukosavljevica.                                        | 737 el 1 de marzo de 1944. 1316 fin de septiembre de 1944.             | 40.ª División (desde su creación).                                                                               |
| Brigada "Nikola Demonja"                                                          | 25 de septiembre de 1944 | Popovac (Garešnica)                                    | 1123 el 25 de septiembre de 1944.                                      | 33.ª División (desde su creación).                                                                               |
| 4.ª Brigada de la 12da División de Eslavonia                                      | 28 de septiembre de 1944 | Dubovik (Podcrkavlje) (Podravska Slatina)              | 924 el 28 de septiembre de 1944                                        | |

## Operaciones militares

### Primer ataque a Pakrac
El 31 de enero de 1943, el Comando de la 4.ª División partisana decidió atacar y destruir su enemigo que se encontraba en Pakrac. Para ello, impartió las órdenes pertinentes a las brigadas 12.ª(Batallones 1 y 2), 16.ª y 17.ª. Simultáneamente, se debían aferrar las fuerzas existentes en Lipik con otro ataque simultáneo.
El ataque debía iniciarse el día siguiente, a las 2300. Ambas localidades estaban defendidas por la 4.ª Brigada de Montaña de la Guardia Nacional Croata. Alrededor de 800 soldados, estaban ubicadas en Pakrac.
La acción de la aviación, las demoras para alcanzar las posiciones de partida para el ataque, las pobres comunicaciones y la decidida defensa croata hizo fracasar el ataque. El 03 a las 0600 se inicia el repliegue partisano.
Como resultado, los croatas sufren 30 muertos además de los heridos. La división partisana tuvo 14 muertos y 39 heridos.

### Segundo ataque a Pakrac[12]
En junio de 1943, fuerzas partisanas detectaron la presencia de dos compañías reforzadas croatas del 4.º Batallón de Montaña en Sirač (a unos 20km al norte de Pakrac).
La 4.ª División recibió la orden de ataque con las Brigadas 1.ª y 17.ª. El ataque se inició el 13 de junio a las 0130 con un ataque a Sirač, una posición de bloqueo al sur en Badljevina y un ataque de diversión sobre Pakrac.
La ofensiva a Pakrac con la 1.ª Brigada fue exitosa ocupando la localidad a las 2300. Sin embargo, al otro día se, a las 1000, se ordena el repliegue general hacia el sector de Grahovljani. La decisión es tomada ya que los alemanes refuerzan el sector con un batallón motorizado reforzado con artillería y lo croatas hacen lo propio con tropas provenientes de Daruvar y Lipik y un tren blindado de Kutina.
Sirač pasa nuevamente a manos croatas el 14 de junio a las 20 hs

### Tercer ataque a Pakrac[3]
En octubre de 1943, la idea operacional del 6.º Cuerpo Yugoslavo era liberar Pakrac y Lipik. En la primera, se encontraba el cuarto Batallón del 4.º Regimiento de Montaña (400/450 integrantes) con el apoyo de cuatro cañones de 75 mm, una compañía de 100 Ustashas, 30 Gendarmes y 1 escuadrón del Batallón de Ferrocarrileros. Luego de ocho meses del primer ataque a Pakrac, las fuerzas croato-alemanas perfeccionaron su sistema defensivo y sus procedimientos de lucha antipartisana.
Las tropas asignadas a la tarea era la 12da División. Para el ataque, la Brigada 12 impediría los refuerzos desde Lipik mientras uno de sus batallones haría un ataque de demostración sobre la localidad para aferrar fuerzas. La 18.ª Brigada, junto con el destacamento Daruvar, proporcionaría seguridad al norte, a la altura de Omanovac. El destacamento Posavina lo haría al sur, ante posible ataque desde Novska/Banova Jaruga. La 16.ª Brigada atacaría desde el noreste hacia la ciudad.
La operación ofensiva comenzó el 12 de octubre de 1943 a las 5 a. m. Sin embargo, el avance sobre la ciudad no avanzó como estaba esperado. En la noche siguiente, dos batallones alemanes (800-1200 soldados) provenientes de Daruvar consiguen romper hacia Pakrac y Lipik y reforzar a los asediados. Luego de 36 horas de combate, las tropas partisanas reciben la orden de retirarse hacia el este.
Las bajas partisanas fueron 250, incluyendo 60 muertos. Las de las tropas croatas fueron 285, de las cuales 29 fueron muertos.

### Ofensiva Croata en Bučje[13]
Para febrero de 1944, los partisanos controlaban el sector boscoso al oeste de Pakrac (Psunj). El 07 de ese mes, inician una operación ofensiva tropas provenientes de Pakrac y Daruvar. Los mismos eran unos 1500 integrantes del Regimiento de Montaña 8 Croata (dos batallones) reforzados por un batallón del Regimiento de Infantería 4, una batería de artillería y cuatro tanques.
A las 1430 horas, las tropas del NDH ya habían ocupado Jakovci, Bučje y Mala y Veliki Budići con intención de progresar en dirección Kamensko más al este. El contrataque se inició el 8 de febrero a las 0400. Ese mismo día, los croatas se replegaron en dirección a Pakrac. Sus bajas son 20 muertos y 40 heridos. Los partisanos sufrieron 11 muertos y 20 heridos. 

### Ataque de septiembre de 1944. Liberación de la ciudad.[14]
Una vez alcanzado el sudoeste de Daruvar, el Comando de la 40ta División decidió atacar a Pakrac. Para ello, el Destacamento Posavina y el 1er Batallón de la 18.ª Brigada ejercerían presión sobre Lipik y la Brigada Virovitica ejecutaría un ataque demostrativo contra Daruvar.  
Pakrac estaba defendida por los 1.º y 2.º batallones del 8.vo Regimiento de Montaña de la Guardia Nacional Croata (900 efectivos); una compañía del 3er Batallón de Ferrocarrileros (95); una Batería (120); 60 alemanes, 24 gendarmes, 150 civiles pro-Ustaša armados y otros 200 miembros de la Guardia Nacional (Domobrani). En Lipik se encontraba parte del 2do Batallón del 4to Regimiento de Montaña de la Guardia Nacional. Las tropas croatas totalizaban 1550 personas.
El ataque a Pakrac comenzó el 13 de septiembre a las 18 horas. El apoyo de artillería y tanques provocó la rápida desmoralización de los defensores. Al día siguiente, hasta 7 horas, el enemigo estaba completamente dominado. 
En la noche del 13 al 14 de septiembre de 1944, durante el ataque a Pakrac, el comando de la División ordenó que las unidades que presionaban Lipik, ocupen la localidad. Tal acción se logró al inicio de la mañana. Solo una pequeña fracción logró escapar hacia Banova Jaruga mientras el resto fue muerto o capturado (unos 700 prisioneros).
La División continuó las operaciones ocupando Daruvar el 16 de septiembre y provocando que las tropas del NDH abandonen Garesnica y Hercegovac.
Así, el sexto Cuerpo, hasta la mitad de septiembre liberó todo el valle de Požega y Daruvar y el espacio al oeste de Daruvar y Pakrac hasta Ilova.

### Ruptura del Frente de Srem
En abril de 1945, el Ejército Yugoslavo planificó la ruptura del frente de Srem (o Smirnia). La ofensiva que se inició en la noche del 11 a cargo del 1.er Ejército Yugoslavo, tuvo al X Cuerpo (Divisiones 32 y 33) en el área Veliki Zdenci - Daruvar - Pakrac, combatiendo en la retaguardia de las fuerzas del eje que se defendían sobre el Ilova. Sobre ese río, las tropas alemanas y croatas ejercieron la última línea defensiva coordinada, en dirección general norte-sur (sectror Gaj - Loska, a unos 10 km al oeste de Pakrac). Conforme avanzaba la primera línea yugoslava, la división 32 abandonó los alrededores Pakrac en la noche del 17 y 18 en dirección noreste para atacar las aldeas Sadovi y Četekovac, manteniéndose la 33 en el sector. Al día siguiente se marcha la división restante en dirección a Virovitica.
Entre el 22 y 25 de abril, el Comando del 1.er Ejército Yugoslavo puso su centro de gravedad al sur de las alturas de Psunj. Por ello, la 42 división llega el 22 de abril a Lipik, la 48 divisiones el mismo día a Omanovac y Kusonje, 6.ª División el 24 de abril a Pakrac, la 5.ª División del mismo día en Dragović y Spanovica y la 11 al día siguiente a la región de Trojlava y Kip. El comando del 1er Ejército llegó a Pakrac el 24 de abril.